# Хвасон-17
Hwasong-17 — північнокорейська двоступенева міжконтинентальна балістична ракета, вперше представлена 10 жовтня 2020 року, на 75-ту річницю заснування Трудової партії Кореї. Ця ракета розглядається як нова ітерація Hwasong-15 і є ще одним прикладом реалізації програми міжконтинентальних балістичних ракет (МБР) Північної Кореї. Перший політ відбувся 24 березня 2022 року
На виставці Self-Defence-2021 ракета демонструвалася як «Hwasong-17».

## Опис
Hwasong-17 — це двоступенева мобільна міжконтинентальна балістична ракета (МБР) на рідинному паливі, що пересувається по низькокатегорійних дорогах або по бездоріжжю з допомогою 22-колісного рухомого ґрунтового ракетного комплексу (РГРК). За даними зображень, сама ракета має довжину 26 метрів і діаметр 2,7 метра. Точні можливості ракети поки що не підтверджені, хоча припущення експертів підживлюють сумніви щодо того, чи зможе вона досягти міст у Сполучених Штатах Америки і потенційно уникнути протиракетної оборони США. Ракета також здатна нести роздільну головну частину з блоками індивідуального наведення (MRV), що є дешевшим способом запуску декількох боєголовок, ніж розгортання декількох міжконтинентальних балістичних ракет з однією боєголовкою. Розмір і конфігурація 11-вісного РГРК вказують на те, що Північна Корея створила внутрішні потужності для виробництва таких транспортних засобів, що викликає занепокоєння у фахівців, оскільки спроба заблокувати закупівлю іноземних рухомих ґрунтових ракетних комплексів була б одним з обмежень для національних сил МБР. Здатність країни виробляти власні пускові установки дає їм можливість запускати більшу кількість ракет.
Оскільки Hwasong-15 вже була здатна вразити більшу частину нижніх (континентальних) 48 штатів США, розробка ще більшої ракети свідчить про те, що Північна Корея шукає потужніші роздільні головні частини з блоками індивідуального наведення (РГЧ ІН). Станом на 2020 рік наземна система оборони на проміжному курсі складається з 44 перехоплювачів, які вимагають запуску щонайменше чотирьох, щоб гарантувати влучення, що дозволяє їй захистити максимум від 11 боєголовок. Hwasong-17 може містити три-чотири боєголовки або, можливо, поєднання приманок і справжніх боєголовок, тому запуску всього кількох ракет буде достатньо, щоб подолати оборону США. Незважаючи на таку загрозу, ракета обмежена для застосування через свої розміри. Загальна вага ракети та її РГРК дозволяє рух обмеженою мережею доріг з твердим покриттям Північної Кореї, оскільки вона зможе пересуватися лише на короткі відстані по ґрунтовій дорозі та лише по міцному ґрунту. На відміну від менших балістичних ракет на рідинному паливі, малоймовірно, що їх можна буде заправляти паливом у безпечному місці, а потім привезти та встановити на попередньо обстеженому місці, щоб скоротити час підготовки до запуску, оскільки вібрація під час руху такої великої ракети призведе до ризику пошкодження та витоку палива. Це ускладнює заправку паливом після того, як вона прибуде на саму стартову площадку, адже процес, що вимагає кількох годин для завершення, робить ракету відкритою та вразливою для атаки перед запуском. Здатність Hwasong-17 з кількома боєголовками також є спекулятивною, оскільки вона потребує складних механізмів наведення та випуску боєголовок, які потребують значних льотних випробувань для забезпечення надійності, і на момент публічного оприлюднення ракети жодних тестових запусків не проводилося.
У серпні 2021 року командувач Північного командування Сполучених Штатів Америки Глен Д. ВанХерк заявив, що «ракета KN-28 має набагато більші можливості, і загальна кількість ракет має тенденцію до збільшення». Це означає, що Hwasong-17 позначений як KN-28, а не KN-27.
Під час першого випробувального польоту генеральний секретар ЦК ТПК Кім Чен Ин наголосив, що розробка ракети як «символу сили чучхе та досягнення самовпевненості, [була] завершена як основний засіб удару стратегічних сил КНДР та надійний засіб стримування ядерної війни».

## Історія
Випробувальні запуски Hwasong-17 здійснювалися 26 лютого та 4 березня 2022 року. Північна Корея не оприлюднювала новини про запуски, а Індо-Тихоокеанське Командування Збройних сил США оприлюднило їх пізніше. Сполучені Штати Америки вважали, що ці випробування проводилися не з метою демонстрації дальності дії міжконтинентальної балістичної ракети (МБР), а для проведення ранньої оцінки її можливостей. Північна Корея публічно заявила, що запуски були призначені для перевірки компонентів розвідувального супутника на робочих висотах, не повідомлючи, що вони були підняті новою МБР. Цілком можливо, що запуски були зроблені для випробування компонентів супутника та міжконтинентальної балістичної ракети, але лише перший був визнаний для обмеження потенційної міжнародної критики. Експерт Джеффрі Льюїс також висловив думку про те, що це були запуски пост-розгінної машини для другого ступеня Hwasong-17. 16 березня 2022 року запуск ракети виявився невдалим. Є підозри, що це було випробування Hwasong-17, але Північна Корея не визнала його через невдачу.
Тестовий запуск був здійснений, а потім офіційно підтверджений 24 березня 2022 року, що призвело до повного технічного успіху, який побив багато рекордів Північної Кореї, наприклад, щодо висоти та часу польоту. Відео пуску, можливо, було підроблено, оскільки аналітики ракет не змогли підтвердити, що ракета, яка була запущена 24 березня, була Hwasong-17 через невідповідності об'єктам на фоні запуску, які збігалися з супутниковими знімками, зробленими раніше ніж 24 березня. Два знімки оглядового автобуса, в якому перебував Кім Чен Ин, були зроблені в різних місцях, а трава, спалена під час попереднього запуску, здавалася незгорілою на кадрах центрального корейського телебачення. Південнокорейська розвідка стверджує, що ракета, запущена 24 березня, ймовірно, була вдосконаленою та модифікованою Hwasong-15, хоча NK News також заявило, що можуть бути й інші причини для використання старих записів, наприклад, несправність камери.

### Тестові запуски
| Спроба | Дата                 | Розташування                                                      | Анонс перед запуском | Результат          | Примітки |
| ------ | -------------------- | ----------------------------------------------------------------- | --- | ------------------ | --- |

Поверхні траєкторії Hwasong-14/15/17

| 1      | 24 березня 2022 року | Ракетний об'єкт Сіль-лі поблизу міжнародного аеропорту Пхеньяна . | Ознаки запуску міжконтинентальної балістичної ракети (МБР) або супутника нібито були виявлені США. Тоді Японія та Південна Корея помітили запуск 24 березня. | Успіх              | Перше оголошене випробування Hwasong-17 з апогеєм 6248,5 км і горизонтальним зміщенням 1090 км із загальним часом польоту 4052 секунди. Верховний лідер Кім Чен Ин контролював запуск і святкував його разом із солдатами та дослідниками з Академії наук національної оборони. Натомість запуском міг бути Hwasong-15 збільшеної дальності, оскільки відеозапис запуску не відповідав умовам 24 березня. |
| 2      | 25 травня 2022       | Сунан, Північна Корея                                             | Вранці 25 травня було випробувано три ракети. Вважається, що одна з них була міжконтинентальною балістичною ракетою Hwasong-17                               | Пролетіла 214 миль | [ 20 ] |